# Jaroslav Šilhavý
Jaroslav Šilhavý (Plzeň, Checoslovaquia, 3 de noviembre de 1961) es un exfutbolista y entrenador de fútbol checo. Actualmente está sin club.
Como jugador, Šilhavý hizo un total de 465 apariciones en la máxima categoría que abarcan el final de la Primera Liga checoslovaca y el comienzo de la Primera Liga checa, anotando 25 goles. Sus 465 apariciones son un récord de la liga checa. Su hijo, Tomáš Šilhavý, también jugó al fútbol en la Primera Liga Checa.
Como entrenador, Šilhavý ganó la Primera Liga Checa 2011-12 con el FC Slovan Liberec. También ha pasado por la gestión de otros clubes de alto nivel en la República Checa, incluidos SK Kladno, Viktoria Plzeň y Dynamo České Budějovice.

## Trayectoria

### Jugador
Como jugador, Šilhavý jugó como defensa. Comenzó a jugar al máximo nivel en la Primera Liga checoslovaca de 1979-80 con el TJ Škoda Plzeň. Posteriormente jugó durante diez años con Rudá Hvězda Cheb antes de mudarse al Slavia Praga a mitad de la temporada de 1989-90 .
En Slavia Praga, Šilhavý formó parte del equipo que terminó segundo en la Primera Liga checoslovaca de 1992-93, después de cuatro años en Praga, se mudó al FC Petra Drnovice para continuar su carrera futbolística por los próximas tres temporadas. Regresó a Praga en 1997, esta vez para jugar en el Viktoria Žižkov, donde se desempeñó como capitán del club. Mientras estaba en Žižkov, ganó en 1998 el premio a la Personalidad de la Liga en los premios al Futbolista Checo del Año.
Šilhavý representó a Checoslovaquia cuatro veces como jugador, debutando contra Finlandia el 29 de agosto de 1990. Su última aparición con la selección nacional fue el 27 de marzo de 1991, cuando jugó ocho minutos en un partido contra Polonia.

### Entrenador
Tras su carrera como jugador, Šilhavý se convirtió en asistente de entrenador de Zdeněk Ščasný en el Viktoria Žižkov. También se incorporó a la selección checa como entrenador asistente en diciembre de 2001, cargo que mantuvo hasta abril de 2009. En diciembre de 2002 se unió al Sparta Praga como asistente del entrenador Jiří Kotrba. Posteriormente dirigió sin mucho éxito a SK Kladno, Viktoria Plzeň y Dynamo České Budějovice.
En junio de 2011, Šilhavý fue anunciado como nuevo entrenador del FC Slovan Liberec. En el Liberec comenzó bien la temporada, alcanzando el segundo lugar en la liga detrás del Sparta después de siete juegos. El club finalmente alcanzó el título de la Primera Liga Checa 2011-12, clasificándose para la UEFA Champions League 2012-13.
Šilhavý reemplazó a Luboš Kozel como entrenador del FK Dukla Praga en mayo de 2016. Se unió al Slavia Praga en septiembre del mismo año, en donde logra el título de la Liga Checa 2016-17.
En septiembre de 2018, fue nombrado entrenador en jefe de la selección nacional de la República Checa, en reemplazo de Karel Jarolím. En la Eurocopa 2020 al final de la fase de grupos, logra clasificar a los checos a octavos de final de la competencia, en donde derrotan a los Países Bajos en Bucarest por 2 goles a 0. En noviembre de 2023, presentó su renuncia luego de clasificar a la Eurocopa 2024.
El 1 de febrero de 2024, Šilhavý fue anunciado como entrenador de la selección de Omán, firmando un contrato de dos años.En septiembre del mismo año, dejó su cargo de mutuo acuerdo después de un mal comienzo en la clasificación para el Mundial 2026.

## Clubes

### Como jugador
| Club                | País            | Año       |
| ------------------- | --------------- | --------- |
| TJ Škoda Plzeň      | Checoslovaquia  | 1978-1980 |
| TJ Rudá Hvězda Cheb | Checoslovaquia  | 1980-1990 |
| SK Slavia Praga     | Checoslovaquia  | 1990-1994 |
| FC Petra Drnovice   | República Checa | 1994-1996 |
| FK Viktoria Žižkov  | República Checa | 1997-1999 |

### Como entrenador
| Club                            | Desde                    | Hasta                    |
| ------------------------------- | ------------------------ | ------------------------ |
| SK Kladno                       | 7 de junio de 2007       | 31 de mayo de 2008       |
| FC Viktoria Plzeň               | 31 de mayo de 2008       | 7 de octubre de 2008     |
| SK Dynamo České Budějovice      | 14 de octubre de 2009    | 6 de junio de 2011       |
| FC Slovan Liberec               | 6 de junio de 2011       | 15 de abril de 2014      |
| FK Jablonec                     | 2 de junio de 2014       | 8 de diciembre de 2015   |
| FK Dukla Praga                  | 17 de mayo de 2016       | 5 de septiembre de 2016  |
| SK Slavia Praga                 | 5 de septiembre de 2016  | 19 de diciembre de 2017  |
| Selección de la República Checa | 18 de septiembre de 2018 | 21 de noviembre de 2023  |
| Selección de Omán               | 1 de febrero de 2024     | 19 de septiembre de 2024 |

## Títulos como entrenador
- Liga Checa 2011-12 : FC Slovan Liberec
- Liga Checa 2016-17 : SK Slavia Praga